# Veu gramatical
La veu gramatical o diàtesi és la característica d'un verb que explica com s'organitzen els arguments o complements obligatoris d'un verb respecte a aquest.
Les veus principals són la veu activa i la passiva. La veu activa indica que el subjecte de l'oració és al mateix temps un agent de l'acció, equival a la forma més simple del verb, per això sol no estar marcada per cap morfema (segons el generativisme equival a l'estructura profunda de la frase).
La veu passiva sorgeix de la transformació de l'activa, de manera que el subjecte ja no realitza l'acció, sinó que aquesta es duu a terme per un altre argument (el complement agent en el cas del català). Es pot marcar mitjançant la flexió del verb (com en llatí) o bé per la conjugació amb un verb auxiliar, com el verb ser.
En alguns idiomes existeix una veu intermèdia, per exemple al grec, que acostuma a transmetre's amb construccions complexes o amb la veu passiva ordinària en els idiomes moderns (la passiva reflexa és un fenomen similar). Altres veus menys freqüents són la causativa o l'antipassiva, presents per exemple al xinès i el maia, respectivament.